# Mașină de asediu

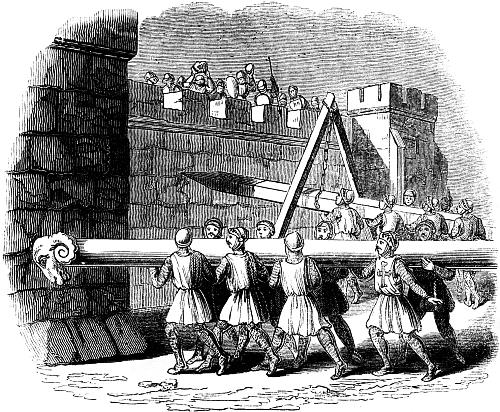
Forțarea zidurilor cetății cu ajutorul „berbecului”.

O mașină de asediu este un dispozitiv auxiliar, construcție cu un anumit mecanism, folosită la distrugerea ori slăbirea apărării fortificate în timpul unui asediu.
Gama mașinilor de asediu se întinde de la vehicule extrem de complexe aduse de atacatori la structuri primitive construite chiar pe loc. Operatorii mașinilor de asediu erau numiți ingineri.

## Tipuri
Cele mai cunoscute mașini de asediu sunt:
- Balista
- „Berbecul”
- Catapulta
- „Onagrul”
- Scara de asediu
- Turnul de asediu
- Trebucheta
- Tunul